# Bohuslav Pospíšil
Bohuslav Pospíšil  (* 26. Januar 1905; † 14. Oktober 1959 in Prag) war ein tschechischer evangelischer Theologe der Evangelischen Kirche der Böhmischen Brüder.

## Leben
Bohuslav Pospíšil wurde als Sohn einfacher Bauern in einem mittelböhmischen Dorf geboren. Weil sein Vater früh starb, hatte er eine schwere Jugend. Nach dem Ersten Weltkrieg studierte er an der neu gegründeten evangelischen Hus-Fakultät von Prag. Josef Hromádka und der Professor für Altes Testament Slavomil Ctibor Daněk wurden seine Lehrer. Als er in Zürich studierte, kam er in Kontakt mit Leonhard Ragaz. Nach einigen Jahren als Vikar auf dem Dorf wurde Pospíšil Religionslehrer an Prager Gymnasien. Während dieser Zeit wurde der Kontakt mit Daněk sehr eng. Er entwickelte sich zu dessen theologischem Mitarbeiter. Nach dem Tode Daneks im Jahre 1946  arbeitete er an der Seite Hromádkas. 
Pospíšil, dem es immer um ein korrektes und präzises theologisches Denken ging, war es auch, der die Vertreter der unterschiedlichen theologischen Strömungen in der Weltchristenheit für eine Aktionsgemeinschaft in der Frage des Friedens gewinnen wollte. Immer wieder hat er daran erinnert, dass in dieser Frage keine theologische Exklusivität am Platze sei. Auf der Ersten Prager Christlichen Friedenskonferenz 1958 gab er ein leidenschaftliches Votum für Albert Schweitzer ab. 
Als Direktor des Ökumenischen Institutes der Prager Comenius-Fakultät und Sekretär des Ökumenischen Rates der Kirchen in der CSR war es eine seiner Aufgaben, Tagungen zu organisieren und zu besuchen und Gespräche zu führen. In diesem Sinne antwortete Pospíšil in seinem Referat auf dem Evangelischen Pfarrertag in Erfurt im Mai des Jahres 1959 auf die Frage, welche Haltung die Kirche zum Problem des Friedens einnehmen solle, zunächst mit dem Satz: "Kein Reden und Diskutieren mit denen, die uns bloß in fruchtlose Debatten führen wollen, sondern etwas tun." 
Als Pospíšil im Sommer des Jahres 1959 auf das Krankenlager geworfen wurde, von dem er sich nicht mehr erheben sollte, hatte er gerade die auch in der DDR erschienene Arbeit beendet. Und so standen an seinem Grabe Kirchenmänner und Theologen nicht nur aus der CSR, sondern auch aus Ungarn und Polen, aus der Sowjetunion und den beiden deutschen Staaten.  
Carl Ordnung schreibt in der Tageszeitung der CDU der DDR, Neue Zeit:

„In einem Aufsatz über Slavomil Danek charakterisiert Dr. Pospíšil  diesen seinen Lehrer als einen Theologen, der seine Arbeit in enger Verbindung mit seiner Kirche tat und darin recht eigentlich ein Zeuge dieser Kirche gewesen sei. "Theologe und Zeuge" sei Professor Danek gewesen, "weil er nicht an der Peripherie der Kirche, sondern in ihrem Zentrum stand und deshalb auch ihre zentralen Fragen beantworten konnte". Was Bohuslav Pospíšil hier von seinem Lehrer schreibt, gilt von ihm selber in gleichem Maße.“

Pospíšil setzte sich mit Leidenschaftlichkeit dafür ein, jedes Jahr am 6. August (oder an einem der beiden mit diesem Datum verbundenen Sonntage) den "Tag von Hiroshima" zu begehen. Es wird berichtet, mit welcher Freude und zugleich Ergriffenheit er die Nachrichten zur Kenntnis nahm, die ihn über die Durchführung dieses Tages auf dem Krankenbett erreichten. Dieser "Tag von Hiroshima" ist schon im Jahre 1959 in vielen Kirchen begangen worden.

## Ehrungen
- Im Mai 1959 würdigte die Reformierte Theologische Akademie von Debrecen seine Verdienste mit der Verleihung des theologischen Ehrendoktors

## Werke
- Die Prager Christliche Friedenskonferenz (herausgegeben von der Zentralen Schulungsstätte der CDU „Otto Nuschke“ in Verbindung mit der Parteileitung der Christlich-Demokratischen Union), = Hefte aus Burgscheidungen Nr. 33.